# Saison 2008-2009 du Mans UC 72
 (avril 2025).
Motif : Notyoriété encyclopédique particulière pour cette saison ?
- Archive Wikiwix
- Bing
- Cairn
- DuckDuckGo
- E. Universalis
- Gallica
- Google
- G. Books
- G. News
- G. Scholar
- Persée
- Qwant
- (zh) Baidu
- (ru) Yandex
- (wd) trouver des œuvres sur Wikidata

| 1. | Préciser le motif de la pose du bandeau. | Précisez le motif de la pose du bandeau en utilisant la syntaxe suivante : {{admissibilité à vérifier\|date=avril 2025\|motif=remplacez ce texte par le motif}}                                     |
| 2. | Informer les utilisateurs concernés.     | Pensez à avertir le créateur de l'article, par exemple, en insérant le code ci-dessous sur sa page de discussion : {{subst:avertissement admissibilité à vérifier\|Saison 2008-2009 du Mans UC 72}} |

Maillots
Chronologie
Saison précédente
La saison 2008-2009 du Mans Union Club 72 est la 5e (et la 4e consécutive) du club en Ligue 1. Le MUC évolue en effet en Ligue 1 depuis la saison 2005-2006. 
L'équipe aborde cette saison en ayant perdu une grande partie de ses titulaires, mais parvient tout de même à sauver sa place grâce aux bons résultats obtenus en début de saison, malgré deux changements d'entraineurs en cours de saison.

## Transferts

### Départs

#### Prêts
| Joueur           | Nationalité   | Poste           | Club                      | Pays     | Division       | Situation |
| Guillaume Loriot | France        | Défenseur       | Clermont Foot Auvergne 63 | France   | Ligue 2        | Prêt      |
| Zito             | Côte d'Ivoire | Milieu défensif | Stade lavallois           | France   | National       | Prêt      |
| Sekou Ouattara   | Côte d'Ivoire | Défenseur       | KSV Roulers               | Belgique | Jupiler League | Prêt      |

#### Transferts
| Joueur                                      | Nationalité     | Poste             | Club                        | Pays     | Division     | Situation |
| Sekou Baradji                               | France/ Sénégal | Défenseur         | Associação Naval 1º de Maio | Portugal | Super Liga   | Transfert |
| Martin Douillard                            | France          | Milieu            | Clermont Foot Auvergne 63   | France   | Ligue 2      | Transfert |
| Hassan Yebda                                | France          | Milieu            | Benfica Lisbonne            | Portugal | Super Liga   | Transfert |
| Romaric                                     | Côte d'Ivoire   | Milieu            | FC Séville                  | Espagne  | Liga         | Transfert |
| Daisuke Matsui                              | Japon           | Milieu            | AS Saint-Étienne            | France   | Ligue 1      | Transfert |
| Jean Calvé                                  | France          | Défenseur         | AS Nancy-Lorraine           | France   | Ligue 1      | Transfert |
| Tulio de Melo                               | Brésil          | Attaquant         | US Palerme                  | Italie   | Serie A      | Transfert |
| William Edjenguélé                          | France          | Défenseur         | Neuchâtel Xamax             | Suisse   | Super League | Transfert |
| Rudi Garcia                                 | France          | Entraineur        | Lille OSC                   | France   | Ligue 1      | Transfert |
| Clément Pinault (décédé le 22 janvier 2009) | France          | Défenseur         | Clermont Foot Auvergne 63   | France   | Ligue 2      | Transfert |
| Stéphane Sessègnon                          | Bénin           | Milieu de terrain | Paris Saint-Germain         | France   | Ligue 1      | Transfert |
| Marko Baša                                  | Monténégro      | Défenseur         | Lokomotiv Moscou            | Russie   | Russie       | Transfert |
| Mamadou Samassa                             | France          | Attaquant         | Olympique de Marseille      | France   | Ligue 1      | Transfert |

### Arrivées
| Joueur               | Nationalité             | Poste           | Club           | Pays       | Division       | Situation           |
| Yves Bertucci        | France                  | Entraineur      | Le Mans UC B   | France     | CFA            | Promotion interne   |
| Anthony Le Tallec    | France                  | Attaquant       | Liverpool FC   | Angleterre | Premier League | Transfert définitif |
| Fredrik Strømstad    | Norvège                 | Milieu          | IK Start       | Norvège    | Tippeligaen    | Transfert           |
| Frédéric Thomas      | France                  | Milieu          | AJ Auxerre     | France     | Ligue 1        | Transfert           |
| Marcelo Estigarribia | Paraguay                | Attaquant       | Cerro Porteño  | Paraguay   | Paraguay       | Transfert           |
| Thorstein Helstad    | Norvège                 | Attaquant       | SK Brann       | Norvège    | Tippeligaen    | Transfert           |
| Roland Lamah         | Belgique/ Côte d'Ivoire | Milieu offensif | RSC Anderlecht | Belgique   | Jupiler League | Transfert           |

## Effectif

### Gardiens
| N° | Nom              | Poste          | Naissance                                               | Nationalité sportive | Sélections            |
| 1  | Thibault Ferrand | Gardien de but | 26 mars 1986 à Chambray-lès-Tours (Indre-et-Loire)      | France               | International -20 ans |
| 16 | Rodolphe Roche   | Gardien de but | 14 juin 1979 à Montluçon (Allier)                       | France               |                       |
| 30 | Yohann Pelé      | Gardien de but | 4 novembre 1982 à Brou-sur-Chantereine (Seine-et-Marne) | France               | International espoirs |

### Défenseurs
| N° | Nom              | Poste                                      | Naissance                                         | Nationalité sportive | Sélections            |
| 2  | Antonio Geder    | Défenseur central                          | 23 avril 1978 à Recreio (BRE)                     | Brésil               |                       |
| 3  | Saber Ben Frej   | Défenseur latéral droit                    | 3 juillet 1979 à Kerker (TUN)                     | Tunisie              | International A       |
| 4  | Paulo André      | Défenseur central                          | 20 août 1983 à Campinas (BRE)                     | Brésil               |                       |
| 5  | Grégory Cerdan   | Défenseur central                          | 28 juillet 1982 à Saint-Denis (Seine-Saint-Denis) | France               |                       |
| 13 | Cyriaque Louvion | Défenseur central / Milieu défensif        | 24 juillet 1987 à Port Sauveur (FRA)              | France               | International espoir  |
| 18 | Samuel Bouhours  | Défenseur central/défenseur latéral gauche | 26 juin 1987 au Mans (Sarthe)                     | France               | International -20 ans |
| 23 | Khaled Adenon    | Défenseur central                          | 28 juillet 1985 (BEN)                             | Bénin                | International A       |
| 24 | Ludovic Baal     | Défenseur latéral gauche                   | 24 mai 1986 à Paris (Paris)                       | France               | International -20 ans |
| 29 | Ibrahima Camara  | Défenseur latéral gauche                   | 1er janvier 1985 à Conakry (GUI)                  | Guinée               | International A       |

### Milieux
| N° | Nom                  | Poste                   | Naissance                                     | Nationalité sportive | Sélections           |
| 6  | Brahim El Bahri      | Milieu offensif         | 26 mars 1986 à Rabat (MAR)                    | Maroc                | International A      |
| 7  | Fredrik Strømstad    | Milieu axial / offensif | 20 janvier 1982 à Kristiansand (NOR)          | Norvège              | International A      |
| 8  | Frédéric Thomas      | Milieu défensif         | 10 août 1980 à Sarcelles (FRA)                | France               |                      |
| 11 | Marcelo Estigarribia | Milieu offensif         | 21 septembre 1987 à Fernando de la Mora (PAR) | Paraguay             | International A      |
| 14 | Mathieu Dossevi      | Milieu offensif         | 12 février 1988 à Chambray-lès-Tours (FRA)    | France               |                      |
| 15 | Alphousseyni Keita   | Milieu défensif         | 13 novembre 1985 à Bamako (MAL)               | Mali                 | International A      |
| 20 | Mathieu Coutadeur    | Milieu défensif         | 20 mars 1986 au Mans (Sarthe)                 | France               | International espoir |
| 21 | Marcos Paulo         | Milieu offensif         | 13 juillet 1988 à Pedro Leopoldo (BRE)        | Brésil               |                      |
| 26 | Roland Lamah         | Milieu offensif         | 31 décembre 1987 en Côte d'Ivoire             | Belgique             | International espoir |

### Attaquants
| N° | Nom               | Poste                       | Naissance                              | Nationalité sportive | Sélections           |
| 9  | Modibo Maïga      | Attaquant                   | 3 septembre 1987 à Bamako (MAL)        | Mali                 | International A      |
| 10 | Anthony Le Tallec | Attaquant                   | 3 octobre 1984 à Hennebont (Morbihan)  | France               | International espoir |
| 17 | Abdou Dieye       | Attaquant                   | 14 février 1988 à Dreux (Eure-et-Loir) | France               |                      |
| 22 | Thorstein Helstad | Attaquant                   | 28 avril 1977 à Hamar (Norvège)        | Norvège              | International A      |
| 27 | Gervinho          | Attaquant / Milieu offensif | 27 mai 1987 à Anyama (CIV)             | Côte d'Ivoire        | International A      |

### Staff technique
- Entraîneurs :  Yves Bertucci jusqu'au 02/02/2009; puis Daniel Jeandupeux du 02/02/2009 au 12/06/2009; puis  Arnaud Cormier à partir du 12/06/2009.
- Entraîneurs adjoints :  Arnaud Cormier jusqu'au 02/02/2009;  Yves Bertucci et  Arnaud Cormier du 02/02/2009 au 12/06/2009;  Yves Bertucci à partir du 12/06/2009.
- Entraîneur des gardiens :  Olivier Pédémas
- Préparateur physique :  Paolo Rongoni
- Directeur technique :  Alain Pascalou
- Responsable Médical :  Alain Pasquier
- Coordinateur sportif :  Jean Cecchet
- Responsable statistiques et vidéo :  Nicolas Brault
- Entraîneur de l'équipe réserve :  Denis Zanko

### Dirigeants
- Président :  Henri Legarda
- Conseiller du président :  Daniel Jeandupeux

## Saison

### Matchs de pré-saison
| Date       | Adversaire (division)                | Lieu                | Score b.p.–b.c. | Buteurs pour le MUC 72                     | Spectateurs |
| 5 juillet  | Entente Sannois Saint-Gratien (Nat.) | Clairefontaine (78) | 4–0             | Maïga 12e, Le Tallec 21e, 26e, Samassa 47e | ?           |
| 12 juillet | SCO Angers (Ligue 2)                 | La Flèche (72)      | 1–1             | Gervinho 80e                               | 1 500       |
| 19 juillet | LB Châteauroux (Ligue 2)             | Châteauroux (36)    | 0–1             | —                                          | ?           |
| 23 juillet | SM Caen (Ligue 1)                    | Argentan (61)       | 1–1             | Dossevi 21e                                | ?           |
| 26 juillet | Le Havre AC (Ligue 1)                | À domicile (72)     | 2–0             | Paulo André 17e, Dossevi 28e               | 2 500       |
| 30 juillet | Grenoble Foot (Ligue 1)              | Sassenage (38)      | 1–0             | Modibo Maïga 43e                           | 950         |
| 2 août     | AS Nancy-Lorraine (Ligue 1)          | Neuves-Maisons (54) | 0–3             | —                                          | 1 500       |

### Ligue 1

#### Rencontres
| Date         | J. | Adversaire             | Lieu | Score b.p.–b.c. | Place | Buteurs pour le MUC 72                           | Affluence | Rapport |
| phase aller  |    |                        |      |                 |       |                                                  |           |         |
| 9 août       | 1  | FC Lorient             | D    | 0–1             | 17    | —                                                | 8 595     |         |
| 16 août      | 2  | Lille OSC              | E    | 3–1             | 7     | Helstad 21e Maïga 33e,82e                        | 13 207    |         |
| 23 août      | 3  | AS Saint-Étienne       | D    | 1–0             | 3     | Helstad 37e                                      | 11 355    |         |
| 30 août      | 4  | FC Nantes              | E    | 4–1             | 3     | Helstad 22e Maïga 45e Coutadeur 85e Gervinho 90e | 20 585    |         |
| 13 septembre | 5  | Toulouse FC            | D    | 1–2             | 5     | Le Tallec 35e                                    | 8 487     |         |
| 20 septembre | 6  | OGC Nice               | E    | 2–2             | 4     | Hellebuyck (csc) 48e Lamah 84e                   | 10 931    |         |
| 27 septembre | 7  | Olympique de Marseille | D    | 1–1             | 6     | Helstad 10e                                      | 16 221    |         |
| 4 octobre    | 8  | Le Havre AC            | E    | 2–1             | 4     | Maïga 89e Gervinho 92e+2                         | 12 515    |         |
| 19 octobre   | 9  | AS Nancy-Lorraine      | D    | 2–0             | 3     | Gervinho 33e Lamah 66e                           | 9 396     |         |
| 25 octobre   | 10 | Stade rennais          | E    | 2–2             | 3     | Gervinho 11e Coutadeur 66e                       | 23 555    |         |
| 29 octobre   | 11 | AJ Auxerre             | D    | 0–2             | 5     | -                                                | 9 106     |         |
| 1er novembre | 12 | Olympique lyonnais     | E    | 2-0             | 9     | -                                                | 36 456    |         |
| 8 novembre   | 13 | FC Sochaux             | E    | 2-1             | 9     | Paulo André 44e                                  | 10 714    |         |
| 15 novembre  | 14 | Valenciennes FC        | D    | 1-0             | 9     | Coutadeur 21e                                    | 8 451     |         |
| 22 novembre  | 15 | AS Monaco              | E    | 3-0             | 10    | -                                                | 6 294     |         |
| 29 novembre  | 16 | SM Caen                | D    | 2-0             | 9     | Maïga 53e, Gervinho 62e                          | 9 099     |         |
| 6 décembre   | 17 | Paris SG               | E    | 3-1             | 9     | Cerdan 30e                                       | 36 545    |         |
| 13 décembre  | 18 | Girondins de Bordeaux  | D    | 1-3             | 10    | Helstad 67e                                      | 10 499    |         |
| 20 décembre  | 19 | Grenoble Foot          | E    | 2-1             | 12    | Maïga 53e                                        | 15 020    |         |
| phase retour |    |                        |      |                 |       |                                                  |           |         |
| 10 janvier   | 20 | Lille OSC              | D    | Reporté         | -     | -                                                | -         |         |
| 17 janvier   | 21 | AS Saint-Étienne       | E    | 1-1             | -     | Helstad 87e                                      | 26 484    |         |
| 31 janvier   | 22 | FC Nantes              | D    | 0-2             | 12    | -                                                | 10 030    |         |
| 7 février    | 23 | Toulouse FC            | E    | 2-0             | 12    | -                                                | 14 088    |         |
| 14 février   | 24 | OGC Nice               | D    | 1-2             | 15    | Helstad 52e                                      | 8 015     |         |
| 17 février   | 20 | Lille OSC              | D    | 0-0             | 11    | -                                                | 9 269     |         |
| 21 février   | 25 | Olympique de Marseille | E    | 0-0             | 15    | -                                                | 48 680    |         |
| 28 février   | 26 | Le Havre AC            | D    | 2-0             | 11    | Maïga 63e, Gervinho 77e                          | 8 918     |         |
| 7 mars       | 27 | AS Nancy-Lorraine      | E    | 2-2             | 11    | Coutadeur 20e, Helstad 67e                       | 17 005    |         |
| 14 mars      | 28 | Stade rennais          | D    | 2-2             | 14    | Helstad 2e, Gervinho 19e                         | 9 862     |         |
| 21 mars      | 29 | AJ Auxerre             | E    | 2-0             | 14    | -                                                | 12 327    |         |
| 4 avril      | 30 | Olympique lyonnais     | D    | 1-3             | 15    | Le Tallec 78e                                    | 13 175    |         |
| 11 avril     | 31 | FC Sochaux             | D    | 2-0             | 13    | Lamah 36e, Maïga 87e                             | 12 131    |         |
| 18 avril     | 32 | Valenciennes FC        | E    | 0-2             | 12    | Cerdan 49e, Le Tallec 67e                        | 13 836    |         |
| 26 avril     | 33 | AS Monaco              | D    | 0-1             | 14    | -                                                | 10 531    |         |
| 2 mai        | 34 | SM Caen                | E    | 3-1             | 15    | Cerdan 27e                                       | 18 615    |         |
| 13 mai       | 35 | Paris SG               | D    | 0-1             | 15    | -                                                | 12 815    |         |
| 16 mai       | 36 | Girondins de Bordeaux  | E    | 3-2             | 15    | Le Tallec 24e, Le Tallec 55e                     | 32 722    |         |
| 23 mai       | 37 | Grenoble Foot          | D    | 1-1             | 16    | Le Tallec 81e                                    | 11 858    |         |
| 30 mai       | 38 | FC Lorient             | E    | 1-1             | 16    | Helstad 17e,                                     | 11 074    |         |

#### Buteurs
Source : classement officiel des buteurs de la LFP
- 10 buts
  - Thorstein Helstad
- 8 buts
  - Modibo Maïga
- 7 buts
  - Gervinho
- 5 buts
  - Anthony Le Tallec
- 4 buts
  - Mathieu Coutadeur
- 3 buts
  - Grégory Cerdan
  - Roland Lamah
- 1 but
  - Paulo André
- Contre son camp
  - Hellebuyck (OGC Nice)

#### Passeurs décisifs
Source : classement officiel des passeurs de la LFP
- 4 passes
  - Anthony Le Tallec
- 3 passes
  - Fredrik Strømstad
  - Thorstein Helstad
- 2 passes 
  - Ibrahima Camara
  - Mathieu Coutadeur
  - Roland Lamah
- 1 passe 
  - Sébastien Corchia
  - Modibo Maïga
  - Mathieu Dossevi
  - Gervinho

#### Cartons

##### Jaunes
- 9 cartons
  - Antonio Geder

- 8 cartons
  - Grégory Cerdan
  - Ibrahima Camara

- 5 cartons
  - Modibo Maïga

- 4 cartons
  - Saber Ben Frej
  - Frédéric Thomas
  - Mathieu Coutadeur
  - Gervinho

- 3 cartons
  - Cyriaque Louvion

- 2 cartons
  - Paulo André
  - Samuel Bouhours
  - Hérold Goulon
  - Anthony Le Tallec
  - Ludovic Baal

- 1 carton
  - Yohann Pelé
  - Khaled Adenon
  - Thorstein Helstad
  - Fredrik Strømstad
  - Marcelo Estigarribia
  - Mathieu Dossevi

##### Rouges
Statistiques par L'Équipe.fr
- 1 carton
  - Saber Ben Frej
  - Samuel Bouhours
  - Grégory Cerdan

### Coupe de France
Après avoir passé non sans difficultés les deux premiers tours, pour la première fois depuis longtemps, la Coupe de France constitue un objectif pour Le Mans UC 72. Hélas, le club tombera en huitièmes de finale sur le terrain du futur vainqueur de l'épreuve, l'En Avant Guingamp.
| Date       | Tour           | Adversaire  | Lieu     | Résultat b.p. – b.c. | Buteurs pour le MUC | Affluence |
| ---------- | -------------- | ----------- | -------- | -------------------- | ------------------- | --------- |
| 3 janvier  | 1/32 de finale | AS Yzeure   | Yzeure   | 0–0 tab 5-4          |                     | 2 666     |
| 25 janvier | 1/16 de finale | Le Havre    | Le Havre | 1–0 ap               | Helstad (99e)       | 4 676     |
| 3 mars     | 1/8 de finale  | EA Guingamp | Guingamp | 0–1                  |                     | 6 700     |

### Coupe de la ligue
Le Mans UC 72 est éliminé dès son entrée en lice, face au Stade rennais. Le Mans était entré dans la compétition au même tour que les autres clubs de Ligue 1, à l'exception de Lyon et Bordeaux qualifiés directement pour les 8e de finales.
| Date         | Tour           | Adversaire    | Lieu | Résultat b.p. – b.c. | Buteurs pour le MUC           | Affluence |
| ------------ | -------------- | ------------- | ---- | -------------------- | ----------------------------- | --------- |
| 24 septembre | Troisième tour | Stade rennais | E    | 2–2 (a.p.)           | Paulo André 85e, Gervinho 119 | 11 089    |

| 16e de finale                 | Stade rennais                            | 2–2 a.p.        | Le Mans UC                                      | Stade de la route de Lorient Rennes             |                                                 |
| mercredi 24 septembre 21 h 00 | Ekoko 54e · Wiltord 106e                 | (0–0)           | Paulo André 85e · Gervinho 119e                 | Spectateurs : 11 089 Arbitrage : Clément Turpin | Spectateurs : 11 089 Arbitrage : Clément Turpin |
| mercredi 24 septembre 21 h 00 | Rapport                                  |                 |                                                 | Spectateurs : 11 089 Arbitrage : Clément Turpin | Spectateurs : 11 089 Arbitrage : Clément Turpin |
| mercredi 24 septembre 21 h 00 | Mbia · Pagis · Wiltord · Echiejile · Sow | Tirs au but 5–4 | Thomas · Adenon · Helstad · Coutadeur · Louvion | Spectateurs : 11 089 Arbitrage : Clément Turpin | Spectateurs : 11 089 Arbitrage : Clément Turpin |